# 佐藤宏子
佐藤 宏子（さとう ひろこ、1934年 -2022年　）は、日本の英米文学者、東京女子大学名誉教授。

## 略歴
岩手県生まれ。1956年東京女子大学文学部英米文学科卒業。58年東京大学大学院人文科学研究科修士課程修了。60年マウント・ホリョーク大学大学院修士課程修了。同年9月東京女子大助手、専任講師、助教授、75年教授。同大女性学研究所長、2002年定年退任、名誉教授。日本アメリカ学会会長を務めた。　
米国女性作家特にウィラ・キャザーを専門とした。

## 著書
- 『キャザー 美の祭司』冬樹社、1977　英米文学作家論叢書
- 『アメリカの家庭小説 十九世紀の女性作家たち』研究社出版、1987

## 翻訳
- L.オーキンクロス『アメリカ文学の開拓者たち』研究社、1971
- イーディス・ウォートン『無垢の時代』荒地出版社、1995
- エレーン・ショウォールター『姉妹の選択 アメリカ女性文学の伝統と変化』みすず書房、1996
- 『英語圏女性作家の描く家族のかたち』川本静子共訳　ミネルヴァ書房、2006　Minerva世界文学選
- 『ゴースト・ストーリー傑作選 英米女性作家8短篇』川本静子共編訳　みすず書房、2009
- ウィラ・キャザー『マイ・アントニーア』みすず書房、2010
- チャールズ・アフロン、ミレッラ・J・アフロン『メトロポリタン歌劇場 歴史と政治がつくるグランドオペラ』みすず書房、2018

## 参考
- https://www.msz.co.jp/book/author/sa/14599/
- 篠目清美「佐藤宏子先生のご退任にあたって」『東京女子大学紀要論集』第53巻第1号、東京女子大学、2002年9月25日、221-222頁、NAID 110004631255。